# Da pacem Domine

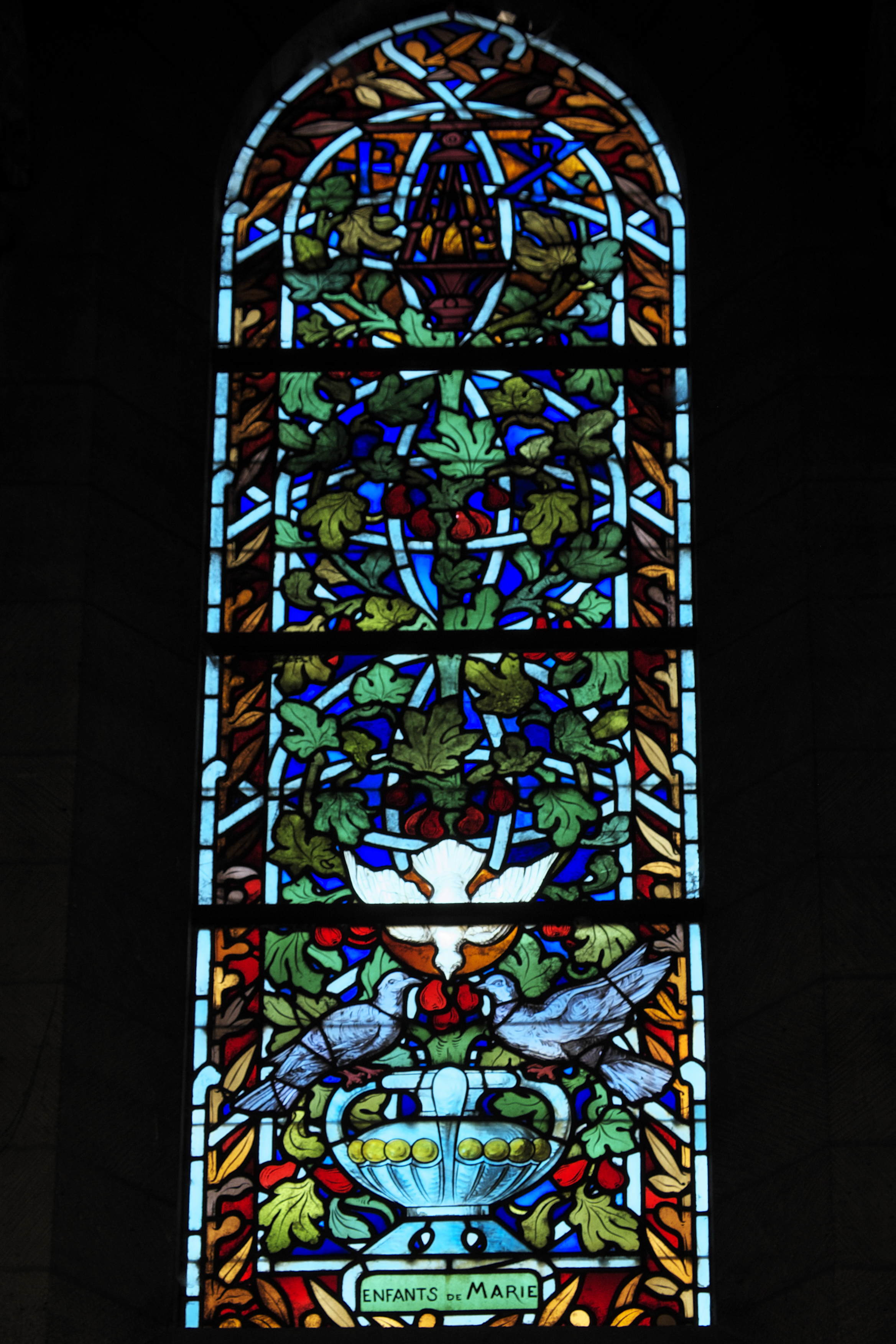
Église Notre-Dame de Bougival.
Genre :
antienne grégorienne (CAO2090)
Origine et auteur :
inconnus ;
usage pour la liturgie locale romano-germanique (dite grégorienne)
Manuscrit le plus ancien :
antiphonaire de Hartker
(abbaye de Saint-Gall, vers 990)
Rite :
rite romano-germanique, rite de Sarum, rite romain ;
mais aussi prière universelle pour la paix
Deux colombes sur le chapiteau de l'église de Perse (XIe siècle).

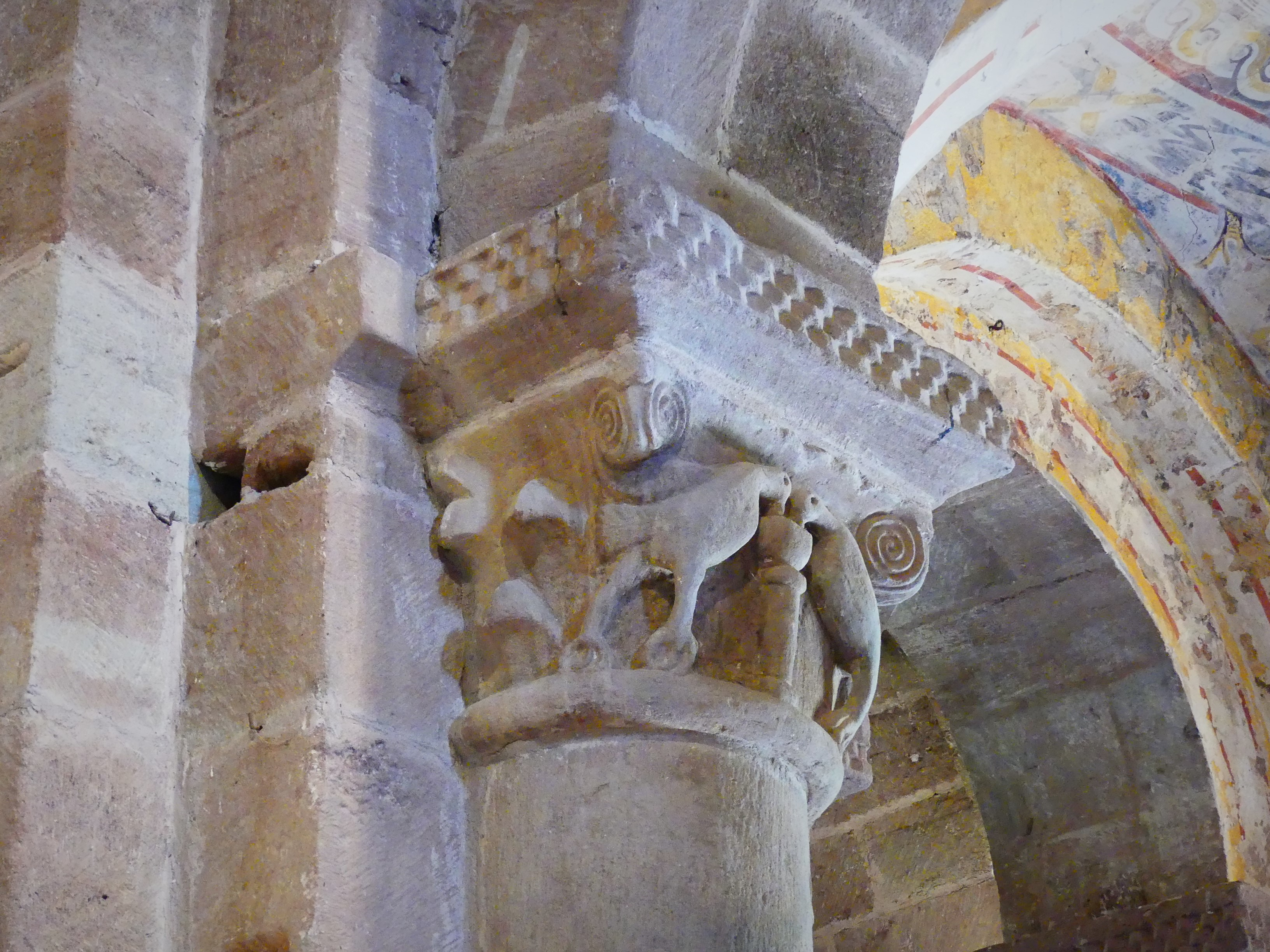

La Da pacem Domine est une antienne grégorienne de liturgie locale, fondée sur des versets bibliques. Depuis le Moyen Âge, il s'agit d'une prière pour la paix, tant dans la liturgie qu'au moment le plus dangereux, demandant secours à Dieu.
Il ne faut pas confondre cette antienne avec l'introït grégorien Da pacem, Domine, sustinentibus te, qui est tout à fait issu du répertoire du rite romain ancien à Rome.

## Texte
| latin                                                                                               | français (I) | français (II)                                                                                              |
| --------------------------------------------------------------------------------------------------- | --- | --- |
| Da pacem, Domine, in diebus nostris, quia non est alius qui pugnet pro nobis, nisi tu, Deus noster. | Donnez la paix, Seigneur, en nos jours, parce qu'il n'est personne qui combatte pour nous, si ce n'est vous, notre Dieu. | Donnez la paix, Seigneur, en nos jours, car il n'est autre qui combatte pour nous, sinon vous, notre Dieu. |

## Texte issu de la Bible
Le chant se compose essentiellement de deux textes bibliques, I. le Siracide L, 25 et II. le Livre de Néhémie IV, 20, :
I. det nobis iucunditatem cordis et fieri pacem in diebus nostris in Israhel per dies sempiternos ;

II. in loco quocumque audieritis clangorem tubæ illuc concurrite ad nos Deus noster pugnabit pro nobis.
D'ailleurs, Dom Jean Claire mentionnait une similitude avec l'antienne Media vita in morte sumus :
III. quem quærimus adiutorem, nisi te, Domine ? (quel secours chercher, sinon vous, Seigneur ?)
Il est à noter que, dans la Bible, l'expression Da pacem ne s'emploie que dans le Livre d'Isaïe XXVI, 12 :
IV. Domine dabis pacem nobis omnia enim opera nostra operatus es nobis.

## Partition

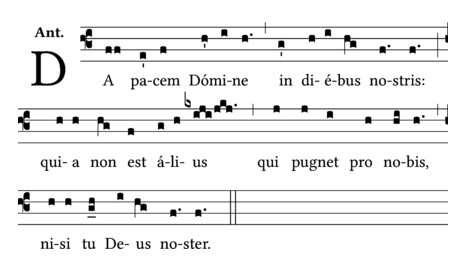
Mélodie ancienne en deuxième mode.

Il s'agit d'une antienne grégorienne authentique, en raison de laquelle Dom René-Jean Hesbert donna, dans son vaste catalogue Corpus antiphonalium officii, sa notification comme CAO2090,.

## Historique

### Origine
L'origine exacte reste floue, manque d'études approfondies.
En admettant que John Julian († 1913) mentionnât un antiphonaire du VIe ou du VIIe siècle, pour la source la plus ancienne, ce manuscrit demeure, de nos jours, irretrouvable. De surcroît, les textes bibliques cités par lui, tel le psaume 122 (121) verset 6, ont peu de rapport avec la Da pacem Domine.
Or, l'introït grégorien Da pacem, Domine, sustinentibus te, dont l'usage était très répandu au Moyen Âge, se trouve dans les manuscrits du chant grégorien les plus anciens, copiés vers 800. À la différence de celui-ci, l'antienne qui concerne cet article avait omis le terme Israel dans le texte biblique de Siracide. Une hypothèse est que l'antienne Da pacem, Domine serait moins ancienne que l'introït, et inspirée par ce dernier, car leurs usages et l'importance dans la liturgie n'étaient pas pareils.

### Dans les manuscrits du chant grégorien
Dans les archives, le manuscrit le plus ancien du chant grégorien est l'antiphonaire de Hartker, qui fut copié vers 990 à l'abbaye de Saint-Gall, avec le texte actuel . Il s'agissait d'une antienne. Étant le meilleur manuscrit de l'antiphonaire grégorien, cette notation en neume devint la référence de mélodie actuellement en usage.
D'après un autre manuscrit ancien, il est vraisemblable que l'origine de ce chant était dans ce royaume carolingien. Le manuscrit B. III. 11 qui se conserve à la cathédrale de Durham date du XIe siècle  (sans notation). Or, il fut copié dans le Saint-Empire romain germanique, et sans doute à Liège.

### Usage de texte
Il est à noter que cette antienne dans tous les manuscrits les plus anciens se consacrait à la fête de saints Maccabées, qui n'était autre qu'une liturgie locale, réservée au 1er août. Puis, dans un certain nombre de manuscrits, apparut l'utilisation pour la commémoration de la paix. De plus en plus, cette deuxième fonction devint principale et est gardée jusqu'ici. Ainsi, un manuscrit du XVe siècle en faveur du rite de Sarum aussi présente sa rubrique De sancta pace dans la liturgie des Heures. Une particularité se trouve dans le bréviaire d'York (Breviarium Eboracens, folio 264). Il s'agissait d'une prière en dialogue, recitée entre le célébrant disant Da pacem, Domine, in diebus nostris et son répons Quia non est alius qui pugnet pro nobis nihi tu Deus noster, dans la prière de matin (Morning Prayer). L'usage dans la liturgie n'était pas fixé.

### Question de l'autorisation par le Saint-Siège
À l'origine un chant de la liturgie locale, mais on ne sait pas quand celui-ci fut intégré dans le rite romain. Certes, John Julian dont une immense étude sur l'hymne était effectuée avec un grand nombre de manuscrits sûrs mentionnait une bulle de 1279, qui aurait été déclarée par le pape Nicolas III. Or, l'auteur ne précisait pas quelle bulle se concernait. De plus, la Da pacem Domne ne se trouve dans aucune bulle de ce pape parmi celles qui se conservent dans les archives du Vatican et qui furent publiées à Paris en 1898 et 1938 par Jules Gay,.
Si le Saint-Siège l'avait autorisée au XIIIe siècle, il y aurait eu la trace de pratique de ce chant à la chapelle du pape. Cependant, la composition de la polyphonie indique qu'à la Renaissance, tous ceux qui composèrent ce chant étaient en fait des musiciens de l'école franco-flamande et non ceux qui s'engageaient au Vatican : Gilles Binchois, Alexandre Agricola, Pierre de La Rue, Arnold von Bruck, Thomas Créquillon, Roland de Lassus, Philippe Rogier. Néanmoins, on compte deux compositeurs italiens du XVIe siècle, Alfonso Ferrabosco l'ancien et Carlo Gesualdo. Cette évolution peut être expliquée, soit par l'influence des compositeurs de l'école franco-flamande, qui ne cessaient pas de se déplacer dans l'Europe entière, soit par une autorisation hypothétique du Saint-Siège dans ce siècle. Quoi qu'il en soit, la mise en musique de ce texte fut principalement effectuée à la Renaissance, ce qui demeure une de ses particularités.

### Dans le cadre de la Contre-Réforme
L'usage demeurait, dans le rite romain, après la reforme liturgique selon le concile de Trente. Un bréviaire romain qui fut imprimé tardivement à Lyon contenait, pour les offices de vêpres du samedi et de laudes du lendemain, en tant qu'antienne et en faveur du patron ou du titulaire d'une église .
La pratique pour la commémoration restait encore. Ainsi, il s'agissait des Heures de Nostre Dame, à l'usage de Rome, selon la réformation de Nostre S. Pere Pape Pie V, publiées à Paris en 1583, avec la rubrique Commemoration de la paix, qui se faict quand il plaist au Recteur. Antienne. Celle-ci était réservée à la fin du second office de vêpres . Or, au XIXe siècle à Paris, cela était, simplement, de la prière pour la paix, quel que soit le temps, quelle que soit la célébration ,. Ces manuscrits indiquent que se continuait largement en France la pratique de cette antienne. L'usage simple comme prière pour la paix se trouve aussi, dans l'antiphonaire imprimé en 1537 à Cologne en faveur du diocèse de Münster, lequel présentait une rubrique Pro pace, An[tiphon] .

### Usage actuel
Avant le concile Vatican II, l'abbaye Saint-Pierre de Solesmes continua à publier cette pièce en 1956, 1957 et 1961. Or, comme le calendrier selon cette réforme ne la contient plus, la pratique dans la liturgie devint moins fréquente.
Cependant, deux grands compositeurs de la musique contemporaine laissèrent leurs œuvres. Le motif d'Igor Stravinsky était un hommage à Carlo Gesualdo, en faveur de son 400e anniversaire de naissance, qui était auparavant attribué à l'année 1560. Cette composition de 1957 était à la base de l'œuvre incomplète de Gesualdo, un des compositeurs les plus distingués de la Renaissance. Arvo Pärt, quant à lui, effectua sa composition, tout à fait en priant la paix. Il s'agissait de commémorer les victimes des attentats de Madrid du 11 mars 2004. Le commanditaire était Jordi Savall, célèbre musicien espagnol qui avait été profondément touché par cet événement.

### Centenaire de l'armistice de 1918
L'année 2018 était remarquée par le 100e anniversaire de la fin de la Première guerre mondiale, qui se symbolisait du rétablissement de la paix. D'où, en faveur de cette occasion, on bénéficia de la Da pacem Domine. Ainsi, en Belgique, les carillons des églises firent le concert pour lesquels le carillonneur-professeur Geert D'Hollander avait composé une pièce inspirée par cette antienne. La communauté Saint-Martin sortit un disque intitulé Da pacem, Domine.
|                                                               |
| L'église de Moreuil en 1915 (à gauche) et en 1918 (à droite). |

|                                                                        |
| Cette antienne est notamment liée à la mémoire de l'armistice de 1918. |

## Mise en musique

### À la Renaissance
- Gilles Binchois (vers 1400 - † 1460) : œuvre à 3 voix[20]
- Alexander Agricola (vers 1446 - † 1506) : motet à 3 voix[21]
- Pierre de La Rue (vers 1460 - † 1518) : motet à 4 voix (posthume, 1540)[22]
- Antoine Brumel (vers 1460 - † vers 1512) : motet à 4 voix[23]
- Claudin de Sermisy (vers 1490 - †1562) : motet à 3 voix (1542)[24]
- Johann Walter (1496 - † 1570) :
  - motet (I) à 5 voix[25]
  - motet (II) à 4 voix[26]
- Arnold von Bruck (vers 1500 - † 1554) : motet à 4 voix (1544)[27]
- Thomas Créquillon (vers 1505 - † 1557) : motet à 5 voix[28]
- Roland de Lassus (1532 - † 1594) : motet à 5 voix (1588)[29]
- Alfonso Ferrabosco l'ancien (1543 - † 1588) : motet[30]
- Eustache Du Caurroy (1549 - † 1609) : motet à 6 voix[31]
- Philippe Rogier (vers 1561 - † 1596) : motet[32]
- Carlo Gesualdo (1560 ou 1566 - 1613) : motet à 6 voix[16] [partition en ligne][33]
- Melchior Franck (1575 - † 1639) : canon à 4 voix[34] [partition en ligne]

### Musique baroque
- Heinrich Schütz (1585 - † 1672) : motet à 9 voix avec cordes, SVW465[35]
- Johann Hermann Schein (1586 - † 1630) : motet à 10 voix en double-chœur avec basse continue, composé en faveur de l'élection du conseil municipal de Leipzig (1630)[36]

### Musique classique
- Charles Gounod (1818 - † 1893) :
  - œuvre à 2 voix, pour soprano ou ténor ainsi que contralto ou basse, CG110 (1846)[37]
  - œuvre pour chœur à 3 voix égales et orgue ou piano, CG115 (1878)[38] [partition en ligne]
  - motet pour chœur de femmes ou d'hommes à 3 voix égales, CG116 (1846)[39]

### Musique contemporaine
- Igor Stravinsky (1882 - † 1971) : œuvre à 6 voix a cappella (1957), recomposition de l'œuvre de Gesualdo Tres Cantiones sacres, en faveur du 400e anniversaire de la naissance de ce dernier[16]
- Félicien Wolff (1913 - † 2012) : œuvre pour chœur à 4 voix et orgue[40]
- Arvo Pärt (1935 - ) : œuvre pour chœur à 4 voix et orchestre, en hommage aux victimes des attentats à Madrid (2004)[41] ; révision (2007)[17]
- François Rossé (1945 - ) : œuvre pour chœur en 3 groupes (2006)[42]
- David Chaillou (1971-) : œuvre pour chœur mixte, orgue et orchestre (2022)[43]

### MesseDa pacem Domine
- Nicolas Gombert (vers 1495 - † vers 1560) : messe à 4 voix, S1.1[44]

### Œuvre instrumentale
- André Raison (vers 1640 - † 1719) : Second livre d'orgue sur les acclamations de la paix tant désirée ; Qui commence par l'antienne Da Pacem Domine avec une fugue sur le même sujet (1714)[45]
- Geert D'Hollander (1965 - ) : œuvre pour le carillon à la base de la mélodie grégorienne, Suite sacrée, no 1 (2018), composée en faveur du 100e anniversaire de l'armistice de 1918[18]

### Paraphrase
- Martin Luther (1483 - † 1546) : hymne (traduction)

### Attribution incertaine
- Josquin des Prés, Jean Mouton ou Noël Bauldeweijn : Messe Da pacem Domine[46]

## Devise
Une monnaie de nécessité allemande qui fut imprimée après 1918 présentait, au dos, sa devise Da Pacem Domine In Diebus Nostris. En effet, ce billet fut sorti à la suite de la fin de la Première guerre mondiale.

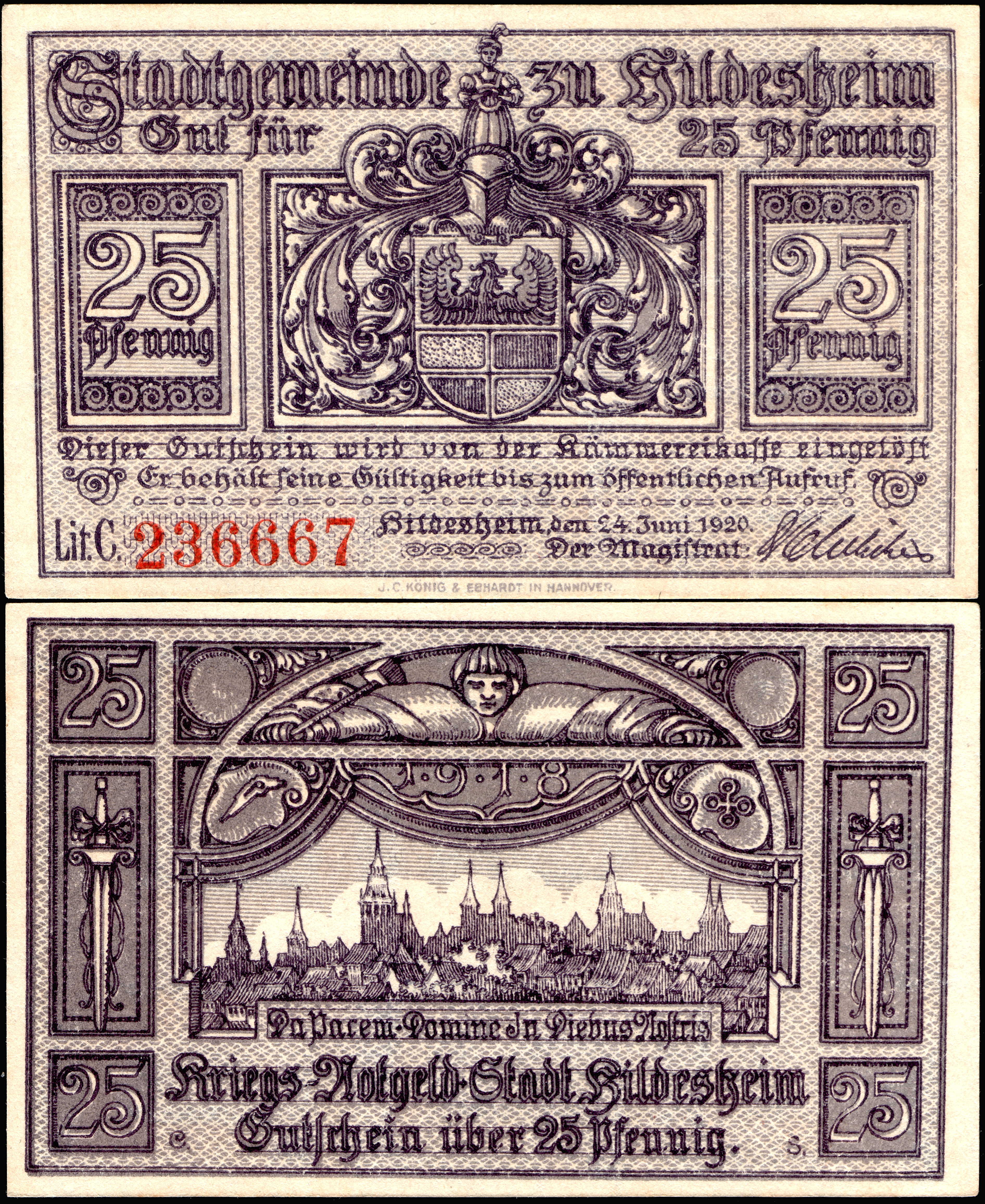